# Okrug (Croàcia)
|  | No s'ha de confondre amb Ókrug. |

Okrug és un poble i municipi de Croàcia situat al comtat de Split-Dalmàcia. El 2020 tenia una població estimada de 3.486 habitants.